# Typosyllis japonica
Typosyllis japonica är en ringmaskart som först beskrevs av Imajima 1966.  Typosyllis japonica ingår i släktet Typosyllis och familjen Syllidae. Inga underarter finns listade i Catalogue of Life.